# Banyuaeng
Banyuaeng is een bestuurslaag in het regentschap Klaten van de provincie Midden-Java, Indonesië. Banyuaeng telt 1537 inwoners (volkstelling 2010).